# Liste de serpents de fiction

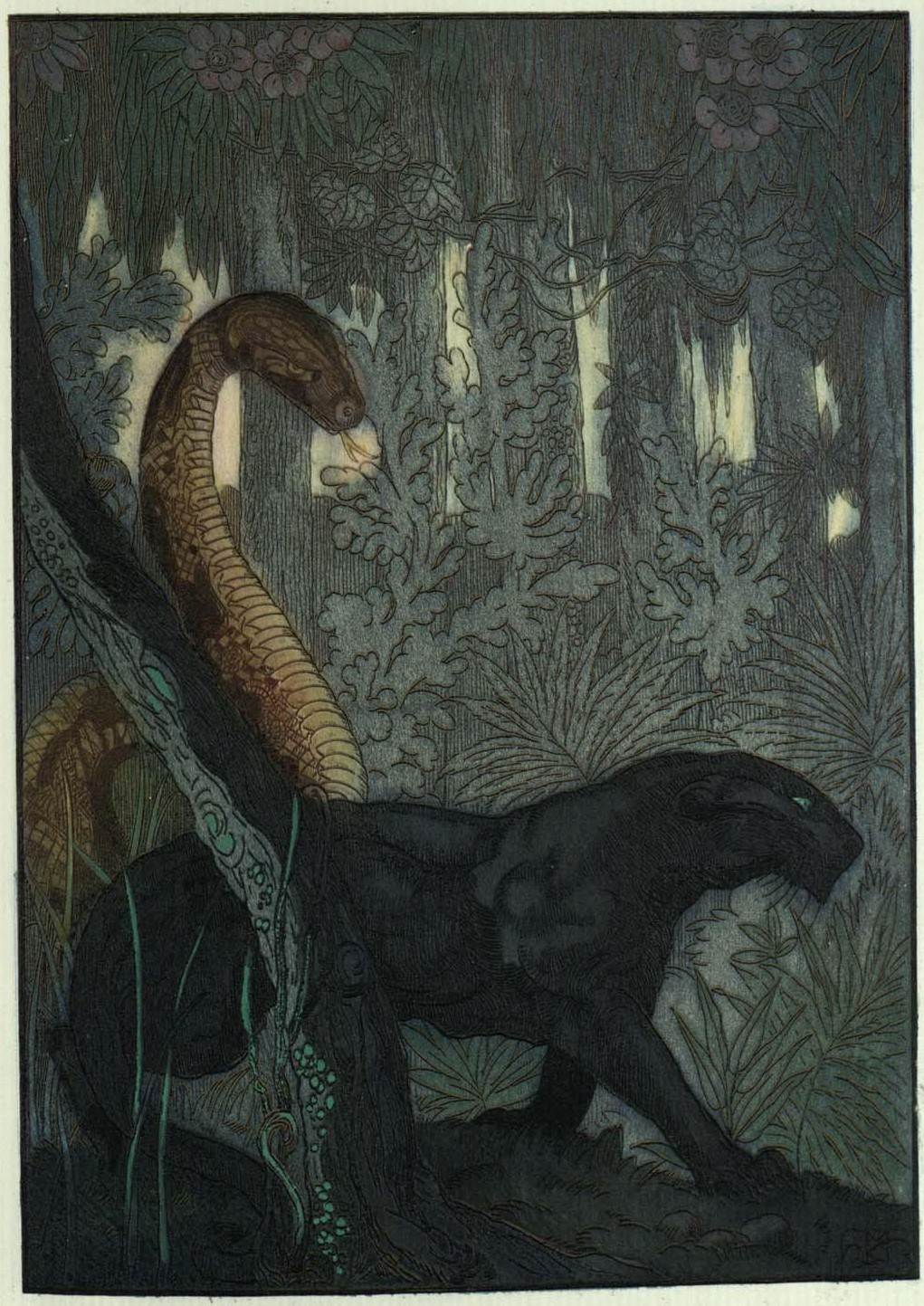
Kaa le serpent avec la panthère Bagheera. Illustration dans le Livre de la jungle.

Les serpents ont toujours eu plus souvent une image négative que positive dans la fiction et l'imagerie populaire. Leur réputation de bestioles dangereuses et venimeuses, leur absence de pattes et leur forme longue et tubulaire qui est très opposée aux critères humains n'amènent généralement pas la sympathie. Il existe cependant des exceptions.

## Bande dessinée

### Européenne
- Le boa qui tente de dévorer Milou dans Tintin au Congo. Il finit par se manger la queue.
- Niddhog le serpent apparaît à plusieurs reprises comme antagoniste dans la série Thorgal.

### Mangas
- Aoda, serpent invoqué par Sasuke dans le manga Naruto.
- Hebi dans Usagi Yojimbo. Son nom signifie d'ailleurs « serpent » en japonais.
- Koh, serpent parlant pouvant se transformer en épée dans Silver Diamond.
- Manda, serpent invoqué d'Orochimaru dans le manga Naruto.
- Melascula, membre des 10 commandement dans Seven Deadly Sins, est en réalité un serpent géant qui dissimule sa véritable apparence sous les traits d’une jeune fille. Dans la même œuvre, le personnage de Diane, même si elle n'est pas un serpent à proprement parler, est représenté par cet animal et par l'Envie dans l'équipe des 7 péchés capitaux.
- Cubelios, Serpent de Cobra (Erik) dans Fairy Tail.

## Cinéma
Voir Catégorie:Film mettant en scène un serpent.
- Les anacondas de la série de films Anaconda (1997-2009).
- Les deux serpents géants de D-War : La Guerre des dragons.
- Les deux serpents géants dans Gods of Egypt.
- Les serpents qui envahissent l'avion dans Des serpents dans l'avion.
- Le Serpent blanc dans Le Sorcier et le Serpent blanc.
- Harry Potter: les serpents sont omniprésents dans les films Harry Potter: celui du zoo dans le premier film (personnage secondaire), le serpent géant ou basilic, Nagini (qui est en réalité une maledictus[1]), le serpent de Voldemort et enfin le serpent qui a une interaction avec Harry lors d'une scène de duel. De par le "Fourchelang", la langue des serpents, et la maison "serpentard"[2] qui y est associée de par son imagerie et son représentant (Salazar Serpentard).

## Dessin animé
- Ajar et Eva dans Sahara.
- Craig, le serpent qui parle dans la série Sanjay et Craig.
- Dregs dans Conan l'Aventurier.
- Flèche bleue, le jeune serpent apparaissant dans la série du même nom.
- Kaa dans Le Livre de la jungle. Son rôle est nettement plus négatif que dans l'œuvre littéraire originelle (voir partie Littérature), bien que l'adaptation Netflix en a fait un rôle correspondant à la version originelle du personnage.
- Mme Pittivier dans Le Royaume de Ga'hoole.
- Maître Vipère, membre des Cinq Cyclones dans la trilogie du film d'animation Dreamworks, Kung Fu Panda
- Persifleur dans Robin des Bois.
- Vipère dans Les Animaux du Bois de Quat'sous

## Jeux de rôle
- Les Yuan-ti dans Donjons et Dragons C'est une race de serpents humanoïdes, certains représentant une véritable silhouette humaine avec des cheveux, d'autres ressemblant juste à des serpents géants avec bras.

## Littérature
- George et Martha, les deux serpents vivants du caducée d'Hermès dans la saga  Percy Jackson.
- Gros-Câlin dans le roman éponyme de Romain Gary de 1974.
- Kaa dans Le Livre de la jungle, où il occupe un rôle positif, aidant Bagheera et Baloo à sauver Mowgli des Bandar-logs. Dans l'adaptation en film d'animation de Disney, Kââ a un rôle de méchant alors que l'adaptation Netflix en a fait un personnage ressemblant a l'oeuvre original du livre .
- Nagini dans les romans Harry Potter, le serpent avec qui le personnage principal a une interaction lors d'un duel, le serpent du zoo, l'imagerie de la maison serpentard et de son représentant dans les livres Harry Potter et enfin le Basilic, un serpent géant.
- Salmissra, reine de la Nyissie, royaume des serpents dans la série de romans La Belgariade. Après avoir provoqué la magicienne Polgara, elle est transformée en serpent immortel.
- Samaritaine (et sa sœur, mais qui aura dès le départ une apparence humaine), dans le conte du XVIe siècle, Blanchebelle et le Serpent, figurant dans le recueil Les Nuits facétieuses, de Giovanni Francesco Straparola.
- Les Sept Serpents dans la série de livres-jeux Sorcellerie !. Ils étaient à l'origine une Hydre aux Têtes de Dieux, chacune possédant le pouvoir d'un élément particulier. L'Archimage l'ayant combattue et tranché ses têtes avec leurs cous, il les a changés en serpents géants volants.
- Le serpent qui donne rendez-vous au Petit Prince de Saint-Exupéry dans le désert au pied d'un mur
- Le serpent python bicolore de rocher, dans l'histoire de l'Enfant d'éléphant des Histoires comme ça de Rudyard Kipling